# Thomas Cook
Pour les articles homonymes, voir Cook.
Pour l'entreprise qu'il a fondée, voir Thomas Cook (entreprise).
Thomas Cook (né le 22 novembre 1808 à Melbourne, Derbyshire et mort le 18 juillet 1892  à Bergen, Norvège) fut un missionnaire chrétien baptiste et un homme d'affaires britannique, pionnier du secteur touristique. Il est le fondateur du premier groupe touristique Thomas Cook.

## Biographie
Thomas Cook est le fils de John et Elizabeth Cook. À l'âge de 4 ans il perd son père, mais sa mère se remarie plus tard en 1812. Thomas commence à travailler à l'âge de 10 ans comme assistant d'un fleuriste du marché local pour un salaire de six pence par semaine. À 14 ans, il trouve un emploi stable durant 5 ans comme apprenti ébéniste auprès de John Pegg. Pendant ce temps, sa mère ouvre une petite boutique, où il l'aide à vendre. 

### Carrière
En 1828, il devient missionnaire baptiste jusqu'en 1832.
Le 5 juillet 1841 il organise le premier voyage de groupe organisé de Leicester à Loughborough pour 500 militants luttant contre la dépendance à l'alcool de leurs concitoyens. La première agence de voyages est née.
En 1845, il organise des voyages à Liverpool, puis en 1855, pour les touristes britanniques, le premier circuit touristique à travers l'Europe. Les destinations sont Bruxelles, Cologne, Heidelberg, Baden-Baden, Strasbourg et Paris. En 1869 c'est la première croisière sur le Nil. Son entreprise organise en 1872 son premier tour du monde. Elle est sans doute l'une des premières entreprises globales, comportant des bureaux à Bombay et à Calcutta à partir de 1880, et au Japon à partir de 1908.
À partir de 1870, l'entreprise Cook&Son met en place un système de "coupons d'hôtels internationaux", des carnets de tickets utilisables dans tous les hôtels avec lesquels la compagnie était en relation.
Il a commandé la construction de l'hôtel Old Cataract (Égypte), qu'il ne verra pourtant pas, étant mort avant les travaux.
Devenu aveugle à la fin de sa vie, Thomas Cook meurt le 18 juillet 1892 à l'âge de 83 ans. Il est enterré au cimetière de Welford Road.
L'entreprise touristique Thomas Cook and Son sera jusqu'en 1928 une propriété de la famille Cook. À partir de cette date, elle sera vendue plusieurs fois avant d'être acquise en 2001 par le groupe touristique allemand C&N Touristik AG qui depuis s'est renommé en Thomas Cook AG. Elle fait faillite en septembre 2019.

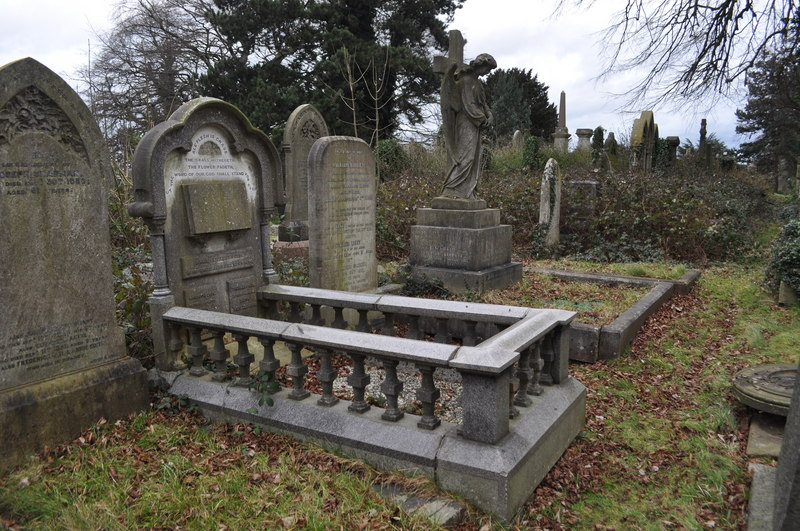
Tombe au cimetière de Welford Road